# Resultados do Carnaval do Rio de Janeiro em 1999
Nesta página estão listados os resultados dos concursos de escolas de samba e de blocos de enredo e de empolgação do carnaval do Rio de Janeiro do ano de 1999. Os desfiles foram realizados entre os dias 13 e 20 de fevereiro de 1999.
Imperatriz Leopoldinense foi a campeã do Grupo Especial, conquistando seu sexto título no carnaval carioca. A escola realizou um desfile sobre a missão de pintores holandeses no Brasil do século XVII. O enredo "Brasil, Mostra a Sua Cara em... Theatrum Rerum Naturalium Brasiliae" foi desenvolvido pela carnavalesca Rosa Magalhães, que conquistou seu quarto título no carnaval do Rio. O campeonato surpreendeu os próprios torcedores da escola. Durante a apuração das notas, poucos torcedores ocupavam a quadra da agremiação. A vitória consagrou o "carnaval de resultados" da escola, com desfiles sem erros técnicos, mas que não empolgam o público. No desfile das campeãs, a escola recebeu vaias das arquibancadas.
Uma das campeãs do ano anterior, a Beija-Flor ficou com o vice-campeonato por meio ponto de diferença para a campeã. A escola apresentou um desfile sobre a cidade mineira de Araxá. Recém promovidas ao Grupo Especial, após conquistarem, respectivamente, o campeonato e o vice-campeonato do Grupo A de 1998, Império Serrano e São Clemente foram rebaixadas de volta à segunda divisão.
Com nota máxima de todos os julgadores, a Unidos da Tijuca venceu o Grupo A, sendo promovida à primeira divisão junto com a vice-campeã, Unidos do Porto da Pedra. Acadêmicos da Rocinha venceu o Grupo B. Leão de Nova Iguaçu conquistou o título do Grupo C. Renascer de Jacarepaguá ganhou o Grupo D. União do Parque Curicica foi a campeã do Grupo E. Grilo de Bangu foi o vencedor do Grupo A-1 dos blocos de empolgação. Entre os blocos de enredo, venceram: Mocidade Unida da Mineira; Bloco do China; Raízes da Tijuca; e Independente da Praça da Bandeira.

## Grupo Especial
O desfile do Grupo Especial foi organizado pela Liga Independente das Escolas de Samba do Rio de Janeiro (LIESA) e realizado no Sambódromo da Marquês de Sapucaí a partir das 20 horas dos dias 14 e 15 de fevereiro de 1999. Após a morte de seu presidente, Djalma Arruda, em 19 de agosto de 1998, a LIESA passou a ser presidida por Luiz Pacheco Drummond, patrono da Imperatriz Leopoldinense.
Ordem dos desfiles
Seguindo o regulamento do ano, as campeãs de 1998 (Beija-Flor e Estação Primeira de Mangueira) puderam escolher dia e posição de desfile. A primeira noite de apresentações foi aberta pela vice-campeã do Grupo A do ano anterior, São Clemente. A ordem de desfile das demais escolas foi definida através de sorteio realizado no dia 15 de junho de 1998, na quadra da Mangueira. Previamente, o Império Serrano abriria a segunda noite, mas a escola trocou de posição com a Tradição. A Caprichosos de Pilares foi sorteada para encerrar a segunda noite, mas trocou de posição com a Imperatriz Leopoldinense.
| Domingo (14/02/1999) | Segunda-feira (15/02/1999) |

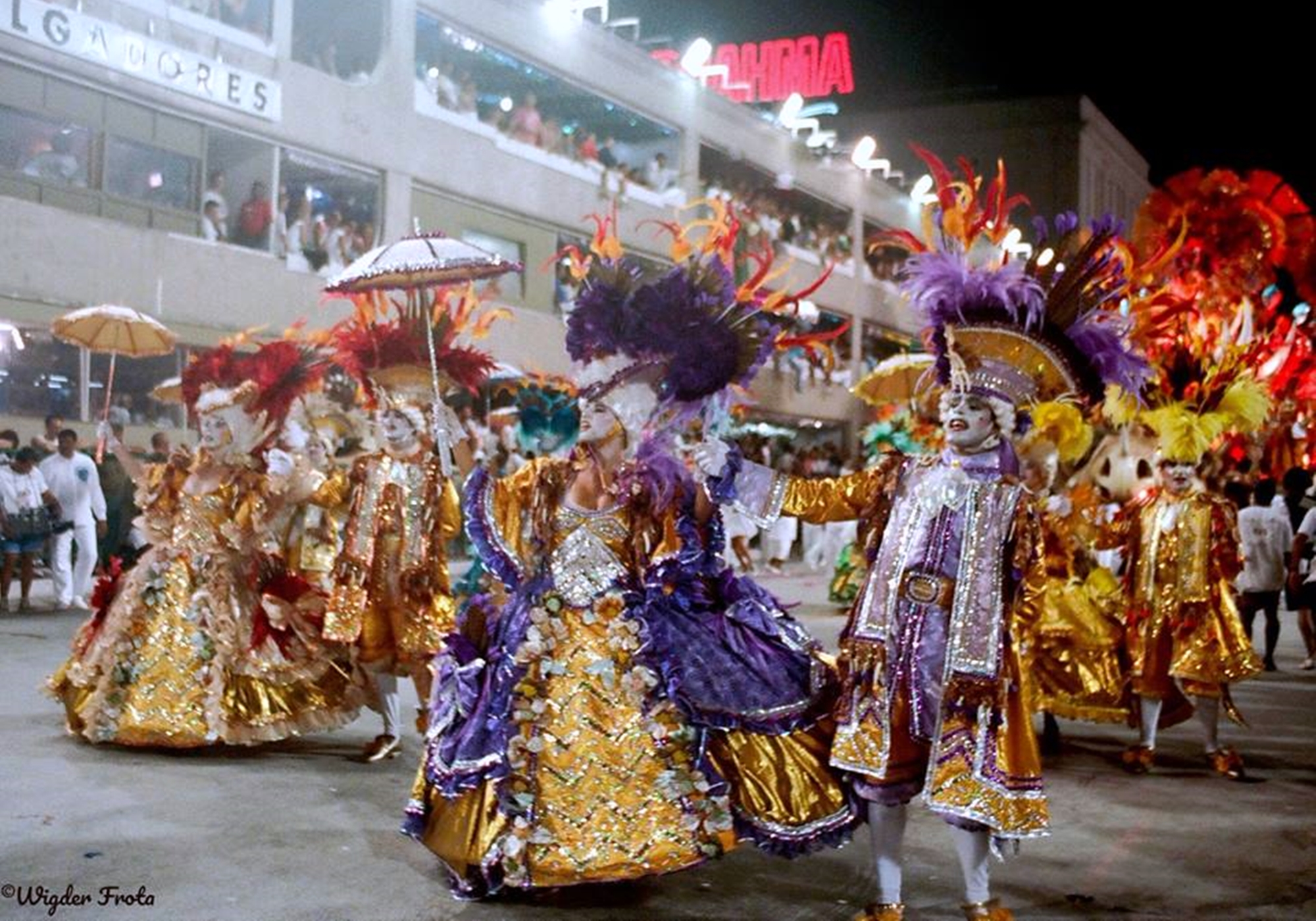
Comissão de frente da Beija Flor de Nilópolis, a vice-campeã do carnaval de 1999.

| 1. São Clemente 2. União da Ilha do Governador 3. Portela 4. Acadêmicos do Salgueiro 5. Unidos de Vila Isabel 6. Império Serrano 7. Unidos do Viradouro | 1. Tradição 2. Acadêmicos do Grande Rio 3. Caprichosos de Pilares 4. Estação Primeira de Mangueira 5. Mocidade Independente de Padre Miguel 6. Beija-Flor 7. Imperatriz Leopoldinense |

Quesitos e julgadores
A fim de se evitar outro empate na primeira colocação, como ocorreu no ano anterior, a LIESA promoveu mudanças no julgamento do concurso. A quantidade de julgadores diminuiu para três em cada quesito, ante cinco do ano anterior. Os três julgadores de cada quesito foram sorteados de um grupo de cinco previamente selecionados. O sorteio foi realizado uma hora antes do início do desfile de domingo. Foram mantidos os nove quesitos do ano anterior.
| Quesitos | Quesitos                     | Julgador 1               | Julgador 2                | Julgador 3         |
| -------- | ---------------------------- | ------------------------ | ------------------------- | ------------------ |
|          | Mestre-Sala e Porta-Bandeira | Rita de Cássia Costa     | Tito Canha                | Ildemar Nunes      |
|          | Comissão de Frente           | Raphael David dos Santos | Cláudia Kopke             | Maysa Chebabi      |
|          | Fantasias                    | Lourdes Luz              | Sônia Gallo               | Duce Tupy          |
|          | Alegorias e Adereços         | Ricardo Uzeda S. Braga   | Marco Antônio P. da Silva | Maurício Salgueiro |
|          | Enredo                       | Guilherme Fiuza          | José Clécio Quesado       | Pedro Arídio       |
|          | Evolução                     | Carlos Pousa             | Wilson Coutinho           | Marília Ferolla    |
|          | Harmonia                     | Roberto Horcades         | Luiz Carlos Batista       | Joãosinho Athayde  |
|          | Samba-Enredo                 | Eri Galvão               | Fred Góes                 | Rui Maurity        |
|          | Bateria                      | João de Aquino           | Cláudio Luiz Mateus       | Téo Lima           |

### Classificação

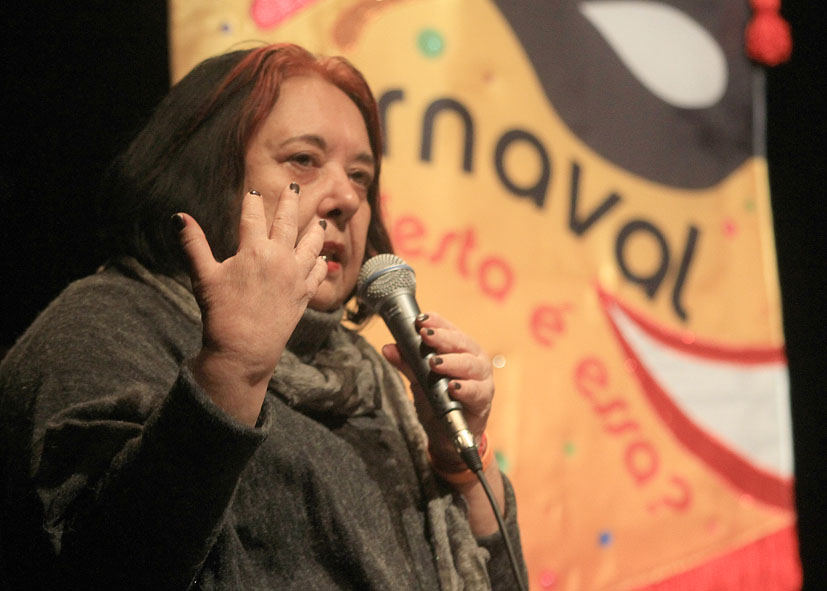
Carnavalesca da Imperatriz, Rosa Magalhães conquistou seu quarto título.

A Imperatriz Leopoldinense conquistou seu sexto título de campeã do carnaval carioca. Última escola a se apresentar, a Imperatriz realizou um desfile sobre a missão de pintores holandeses no Brasil do século XVII, durante o governo de Maurício de Nassau em Pernambuco, para catalogar a natureza do país. Os resultados foram publicados em diversos volumes intitulados "Theatrum Rerum Naturalium Brasiliae" (Teatro das coisas naturais do Brasil). O enredo "Brasil, Mostra a Sua Cara em... Theatrum Rerum Naturalium Brasiliae" foi desenvolvido pela carnavalesca Rosa Magalhães, que conquistou seu quarto título no carnaval do Rio. O campeonato surpreendeu os próprios torcedores da escola. Durante a apuração das notas, poucos torcedores ocupavam a quadra da agremiação. A vitória consagrou novamente o "carnaval de resultados" da escola, com desfiles sem erros técnicos, mas também, sem empolgar o público.
Uma das campeãs do ano anterior, a Beija-Flor ficou com o vice-campeonato de 1999 por meio ponto de diferença para a campeã. A escola realizou um desfile sobre a cidade mineira de Araxá. Terceira colocada, a Unidos do Viradouro homenageou a combatente catarinense Anita Garibaldi. Mocidade Independente de Padre Miguel se classificou em quarto lugar prestando um tributo ao maestro e compositor Heitor Villa-Lobos, morto em 1959. Acadêmicos do Salgueiro e Acadêmicos do Grande Rio somaram a mesma pontuação final. O desempate, no quesito bateria, deu ao Salgueiro a última vaga do Desfile das Campeãs. Quinta colocada, a escola realizou um desfile sobre os quatrocentos anos do município de Natal. A Grande Rio ficou em sexto lugar homenageando o empresário e jornalista Assis Chateaubriand, falecido em 1968. Campeã no ano anterior, a Estação Primeira de Mangueira se classificou em sétimo lugar com um desfile sobre o samba. Um dos destaques da apresentação foi a comissão de frente coreografada por Carlinhos de Jesus, em que integrantes fielmente caracterizados, interpretavam sambistas falecidos, como Cartola, Clara Nunes, Noel Rosa, Carmen Miranda, entre outros.
Com um desfile sobre o estado de Minas Gerais, a Portela obteve a oitava colocação. Nona colocada, a Caprichosos de Pilares homenageou o cirurgião Ivo Pitanguy, que participou do desfile. A União da Ilha do Governador homenageou o jornalista Barbosa Lima Sobrinho, se classificando em décimo lugar. Aos 102 anos, Barbosa foi proibido de desfilar pelos médicos. Com um desfile sobre a cidade de João Pessoa, a Unidos de Vila Isabel obteve o décimo primeiro lugar. Tradição foi a décima segunda colocada com um desfile sobre o bairro carioca de Jacarepaguá. De volta ao Grupo Especial, após vencer o Grupo A de 1998, o Império Serrano foi rebaixado de volta para a segunda divisão. A escola apresentou um desfile sobre os brasileiros que residem em Nova York. Também recém promovida à primeira divisão, após conquistar o vice-campeonato do Grupo A de 1998, a São Clemente obteve o último lugar, sendo rebaixada de volta à segunda divisão. A escola prestou um tributo ao político e escritor Ruy Barbosa, falecido em 1923.

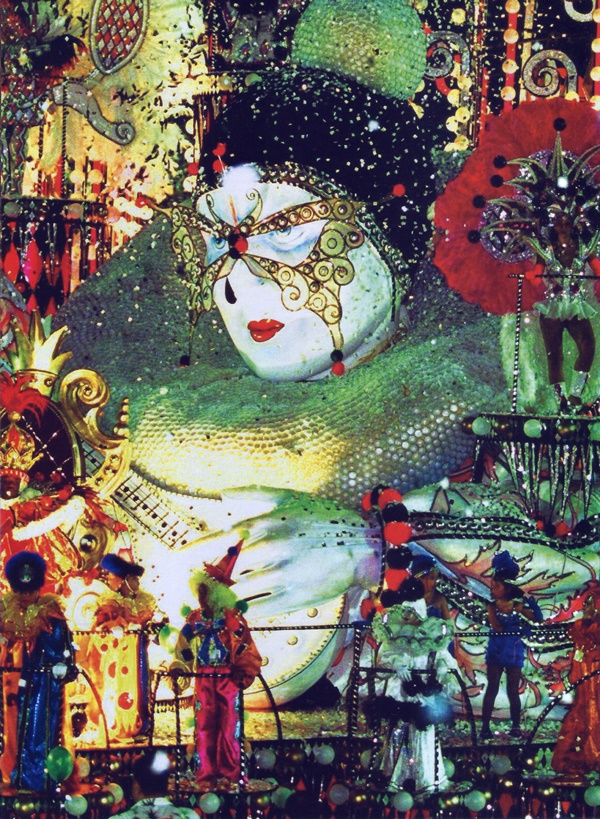
Desfile da Mocidade em 1999. Escola foi premiada pelo Estandarte de Ouro.

| Legenda: Desfile das Campeãs Rebaixadas para o Grupo A |

| Col. | Escola                                | Enredo                                                              | Carnavalesco(a)                                                     | Pontos | Desempate        |
| ---- | ------------------------------------- | ------------------------------------------------------------------- | ------------------------------------------------------------------- | ------ | ---------------- |
| 1    | Imperatriz Leopoldinense              | Brasil, Mostra a Sua Cara em... Theatrum Rerum Naturalium Brasiliae | Rosa Magalhães                                                      | 269,5  | -                |
| 2    | Beija-Flor                            | Araxá, Lugar Alto Onde Primeiro Se Avista o Sol                     | Cid Carvalho, Fran Sérgio, Nelson Ricardo, Shangai e Ubiratan Silva | 269    | -                |
| 3    | Unidos do Viradouro                   | Anita Garibaldi, Heroína das Sete Magias                            | Joãosinho Trinta                                                    | 267,5  | -                |
| 4    | Mocidade Independente de Padre Miguel | Villa-Lobos e a Apoteose Brasileira                                 | Renato Lage                                                         | 266,5  | -                |
| 5    | Acadêmicos do Salgueiro               | Salgueiro É Sol e Sal nos Quatrocentos Anos de Natal                | Mauro Quintaes                                                      | 265    | Bateria (30 pts) |
| 6    | Acadêmicos do Grande Rio              | Ei, ei, ei, Chateau É Nosso Rei!                                    | Max Lopes                                                           | 265    | Bateria (29 pts) |
| 7    | Estação Primeira de Mangueira         | O Século do Samba                                                   | Alexandre Louzada                                                   | 264    | -                |
| 8    | Portela                               | De Volta aos Caminhos de Minas Gerais                               | José Félix                                                          | 256    | -                |
| 9    | Caprichosos de Pilares                | No Universo da Beleza, Mestre Pitanguy                              | Etevaldo Brandão                                                    | 253,5  | -                |
| 10   | União da Ilha do Governador           | Barbosa Lima, 101 Anos do Sobrinho do Brasil                        | Milton Cunha                                                        | 253    | -                |
| 11   | Unidos de Vila Isabel                 | João Pessoa, Onde o Sol Brilha Mais Cedo                            | João Luís de Moura e Jorge Freitas                                  | 251,5  | -                |
| 12   | Tradição                              | Nos Braços da História, Jacarepaguá, Quatro Séculos de Glórias      | Orlando Junior                                                      | 250    | -                |
| 13   | Império Serrano                       | Uma Rua Chamada Brasil                                              | Mário Borriello                                                     | 248,5  | -                |
| 14   | São Clemente                          | A São Clemente Comemora e Traz Rui Barbosa para os Braços do Povo   | Jaime Cezário                                                       | 233,5  | -                |

### Premiações
| Prêmios 1999          | Estandarte de Ouro             | Tamborim de Ouro              |
| --------------------- | ------------------------------ | ----------------------------- |
| Melhor escola         | Mocidade Independente          | Beija-Flor                    |
| Samba-enredo          | Beija-Flor                     | Beija-Flor                    |
| Melhor enredo         | Mocidade Independente          | Mocidade Independente         |
| Melhor bateria        | Grande Rio                     | Mocidade Independente         |
| Melhor mestre-sala    | Rogerinho (Mocidade)           | Claudinho (Beija-Flor)        |
| Melhor porta-bandeira | Rita Freitas (Império Serrano) | Selminha (Beija-Flor)         |
| Melhor intérprete     | Nêgo (Grande Rio)              | Jackson Martins (Caprichosos) |
| Comissão de frente    | Mangueira                      | Mocidade Independente         |
| Melhor ala de baianas | Viradouro                      | União da Ilha                 |

### Desfile das Campeãs

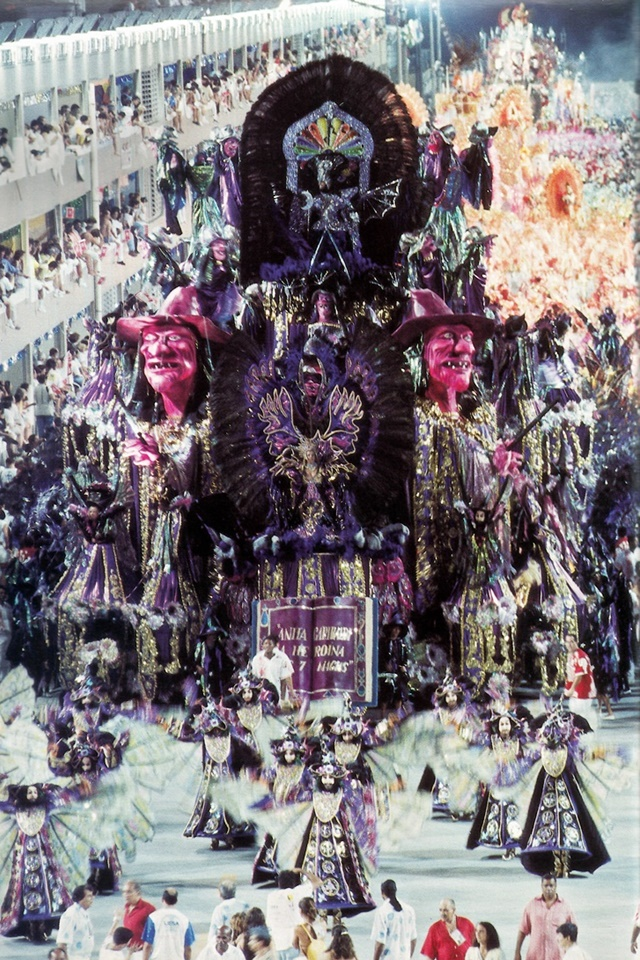
Desfile da Viradouro em 1999. Escola foi a terceira colocada do carnaval.

O Desfile das Campeãs foi realizado a partir das 20 horas e 15 minutos do sábado, dia 20 de fevereiro de 1999, no Sambódromo da Marquês de Sapucaí. A escola de samba italiana Cento Carnavalle d'Europa, da cidade de Cento, desfilou como convidada. A campeã, Imperatriz Leopoldinense, recebeu vaias durante sua apresentação. Compositores da Unidos da Tijuca reivindicaram o pagamento de direitos autorais sobre a execução do samba da escola, que não foi pago porque as agremiações do grupo de acesso desfilavam como convidadas. Após o imbróglio, ficou decidido que, a partir do ano seguinte, apenas as escolas do Grupo Especial participariam do Desfile das Campeãs.
| Ordem dos desfiles |
| 1. Unidos do Porto da Pedra 2. Unidos da Tijuca 3. Cento Carnavalle d'Europa 4. Acadêmicos do Salgueiro 5. Mocidade Independente de Padre Miguel 6. Unidos do Viradouro 7. Beija-Flor 8. Imperatriz Leopoldinense |

## Grupo A
O desfile do Grupo A (segunda divisão) foi organizado pela Associação das Escolas de Samba da Cidade do Rio de Janeiro e realizado a partir das 20 horas e 10 minutos do sábado, dia 13 de fevereiro de 1999, no Sambódromo da Marquês de Sapucaí.
| Ordem dos desfiles |
| 1. Unidos do Cabuçu 2. Unidos do Jacarezinho 3. Acadêmicos de Santa Cruz 4. Império da Tijuca 5. Unidos da Villa Rica 6. Unidos da Tijuca 7. Em Cima da Hora 8. Unidos do Porto da Pedra 9. Acadêmicos do Cubango 10. Estácio de Sá 11. Unidos da Ponte |

### Classificação
Unidos da Tijuca foi a campeã com nota máxima de todos os julgadores. Com a vitória, a escola garantiu seu retorno ao Grupo Especial, de onde foi rebaixada no ano anterior. A Tijuca realizou um desfile sobre os índios, abordando seus costumes e tradições e sua relação com a natureza desde antes da descoberta do Brasil. A escola foi saudada pelo público com gritos de "é campeã" e apontada como favorita pela imprensa. Vice-campeã, a Unidos do Porto da Pedra também foi promovida à primeira divisão, de onde foi rebaixada no ano anterior. A escola realizou um desfile sobre o carnaval. Últimas colocadas, Unidos da Ponte e Unidos da Villa Rica foram rebaixadas para a terceira divisão.
| Legenda: Promovidas ao Grupo Especial / Desfile das Campeãs Rebaixadas para o Grupo A |

| Col. | Escola                   | Enredo                                                           | Carnavalesco(a)                    | Pontos |
| ---- | ------------------------ | ---------------------------------------------------------------- | ---------------------------------- | ------ |
| 1    | Unidos da Tijuca         | O Dono da Terra                                                  | Oswaldo Jardim                     | 180    |
| 2    | Unidos do Porto da Pedra | E na Farofa do Confete, Tem Limão, Tem Serpentina                | Gilberto Muniz                     | 172    |
| 3    | Estácio de Sá            | No Passo do Compasso, a Estácio no Sapatinho                     | Lilian Rabello                     | 166    |
| 4    | Acadêmicos de Santa Cruz | Abraham Medina em Noite de Gala                                  | Fábio Ancillotti e Lucas Pinto     | 162    |
| 5    | Unidos do Jacarezinho    | Jacarezinho Canta e Se Encanta com os Mistérios do Senhor da Luz | Cláudio Domingos e Everton Jesus   | 155,5  |
| 6    | Em Cima da Hora          | Horas... Eras de Glórias... E Outras Histórias...                | Alex de Souza e Ernesto Nascimento | 152    |
| 7    | Unidos do Cabuçu         | O Meu Cabelo não Nega                                            | Jorge Cunha                        | 149    |
| 8    | Acadêmicos do Cubango    | Tempero, Uma Pitada na História                                  | Alexandre Louzada                  | 144    |
| 9    | Império da Tijuca        | No Palco da Alegria, Molejão É Rei Nesta Folia                   | Eduardo Silva                      | 142    |
| 10   | Unidos da Ponte          | O Samba É a Minha Voz                                            | Edgley Cunha                       | 141,5  |
| 11   | Unidos da Villa Rica     | Sargentelli, Lenda Viva do Ziriguidum                            | Sérgio Murilo                      | 136    |

## Grupo B
O desfile do Grupo B (terceira divisão) foi organizado pela AESCRJ e realizado a partir da noite da terça-feira, dia 16 de fevereiro de 1999, no Sambódromo da Marquês de Sapucaí.
| Ordem dos desfiles |
| 1. Acadêmicos do Sossego 2. Boi da Ilha do Governador 3. Inocentes de Belford Roxo 4. Arrastão de Cascadura 5. Acadêmicos da Rocinha 6. Lins Imperial 7. Canários das Laranjeiras 8. Arranco 9. Vizinha Faladeira 10. Acadêmicos de Vigário Geral 11. Acadêmicos do Engenho da Rainha 12. Paraíso do Tuiuti |

### Classificação
Acadêmicos da Rocinha foi a campeã, garantindo seu retorno ao Grupo A, de onde foi rebaixada no ano anterior. Inocentes de Belford Roxo e Paraíso do Tuiuti também foram promovidas ao Grupo A.
| Legenda: Promovidas ao Grupo A Rebaixadas para o Grupo C |

| Col. | Escola                          | Enredo                                                              | Carnavalesco(a)                      | Pontos |
| ---- | ------------------------------- | ------------------------------------------------------------------- | ------------------------------------ | ------ |
| 1    | Acadêmicos da Rocinha           | 1999, Fim de Século. Recordar É Viver                               | Comissão de Carnaval                 | 179    |
| 2    | Inocentes de Belford Roxo       | Viva a Baixada, Longos Passos do Progresso Rumo ao Terceiro Milênio | Luiz Marques                         | 175    |
| 3    | Paraíso do Tuiuti               | Uma Delícia Glacial no País do Carnaval                             | Paulo Menezes                        | 169    |
| 4    | Arranco                         | Numa Fuga Alucinada entre Piolhos e Galinhas, Veio até Uma Rainha   | Paulo Barros                         | 166,5  |
| 5    | Lins Imperial                   | As Quatro Damas Negras                                              | Flávio Rodrigues                     | 153,5  |
| 6    | Boi da Ilha do Governador       | A Saga de Kananciuê na Aurora do Mundo Carajá                       | Guilherme Alexandre                  | 152    |
| 7    | Arrastão de Cascadura           | No Palco da Alegria, Sou o Rei Nesta Folia                          | Virgilia Bayma                       | 150    |
| 8    | Acadêmicos do Sossego           | 500 Anos de Brasil, o que Caminha Viu e não Viu                     | Mauro Quintaes                       | 149    |
| 9    | Acadêmicos do Engenho da Rainha | De Cabral a Zito, Salve Caxias                                      | Arialdo Vilaça Russo                 | 145,5  |
| 10   | Vizinha Faladeira               | Sou Vizinha Delirando a Passarela, É Paulínia na Sapucaí            | Guina Nascimento e Carlos Mazzarella | 143    |
| 11   | Acadêmicos de Vigário Geral     | Vigário, Um Sonho de Liberdade                                      | Cahê Rodrigues                       | 141    |
| 12   | Canários das Laranjeiras        | Bar Luiz, 112 Anos de Boemia Feliz                                  | Amarildo de Mello                    | 139    |

## Grupo C
O desfile do Grupo C (quarta divisão) foi organizado pela AESCRJ e realizado a partir da noite do domingo, dia 14 de fevereiro de 1999, na Avenida Rio Branco.
| Ordem dos desfiles |
| 1. Unidos do Anil 2. Mocidade Independente de Inhaúma 3. União de Jacarepaguá 4. Mocidade Unida do Santa Marta 5. Alegria da Zona Sul 6. Unidos da Vila Kennedy 7. Difícil É o Nome 8. Mocidade Unida de Jacarepaguá 9. Acadêmicos do Dendê (Não desfilou) 10. Foliões de Botafogo 11. Leão de Nova Iguaçu 12. Unidos de Lucas |

### Classificação
Leão de Nova Iguaçu foi campeã com nota máxima de todos os julgadores. Com a vitória, a escola garantiu seu retorno ao Grupo B, de onde estava afastada desde 1996. União de Jacarepaguá, Unidos de Lucas e Foliões de Botafogo também foram promovidas ao Grupo B.
| Legenda: Promovidas ao Grupo B Rebaixadas para o Grupo D |

| Col.                               | Escola                           | Enredo                                                   | Carnavalesco(a)                            | Pontos | Desempate        |
| ---------------------------------- | -------------------------------- | -------------------------------------------------------- | ------------------------------------------ | ------ | ---------------- |
| 1                                  | Leão de Nova Iguaçu              | O Leão Ruge Forte em Nova Iguaçu                         | Jaime Cezário                              | 185    | -                |
| 2                                  | União de Jacarepaguá             | A Vida É Uma Festa                                       | Jorge Mendes                               | 181    | -                |
| 3                                  | Unidos de Lucas                  | Valeu Valença, Valeu Osmar                               | Luiz Fernando Reis                         | 179,5  | -                |
| 4                                  | Foliões de Botafogo              | Zezé Macedo, a Estrela Filha de Silva Jardim             | Magna Regina e Alexandre Colla             | 176,5  | -                |
| 5                                  | Mocidade Unida do Santa Marta    | Jacques Cousteau, o Bandeirante do Mar                   | Silvio de S. Felipe - Índio                | 174,5  | -                |
| 6                                  | Difícil É o Nome                 | Viagem Encantada nas Águas da Fantasia                   | Marinaldo Bezerra da Silva                 | 168    | -                |
| 7                                  | Mocidade Independente de Inhaúma | A Rainha Ximba e o Amuleto de Quiximbi                   | Carlinhos da Abolição                      | 163,5  | -                |
| 8                                  | Mocidade Unida de Jacarepaguá    | Etnia do Samba, Patrimônio de Ouro, Uma História de Amor | Wanderley Caramba                          | 160,5  | Bateria (19 pts) |
| 9                                  | Unidos da Vila Kennedy           | Mangueira, Epopéia do Samba                              | Edson Siqueira                             | 160,5  | Bateria (18 pts) |
| 10                                 | Unidos do Anil                   | Rio, História de Folias                                  | Lúcio Neto, Joana Santana e Carlos Alberto | 159    | -                |
| 11                                 | Alegria da Zona Sul              | Alegria de Seu Signo no Zodíaco                          | Oswaldo Luiz e Carlos André                | 152,5  | -                |
| Acadêmicos do Dendê (Não desfilou) |                                  |                                                          |                                            |        |                  |

## Grupo D
O desfile do Grupo D (quinta divisão) foi organizado pela AESCRJ e realizado a partir da noite da segunda-feira, dia 15 de fevereiro de 1999, na Rua Cardoso de Morais, em Bonsucesso.
| Ordem dos desfiles |
| 1. Unidos do Valéria 2. União de Vaz Lobo 3. Boêmios de Inhaúma 4. União de Guaratiba 5. Renascer de Jacarepaguá 6. Unidos de Padre Miguel 7. Arame de Ricardo 8. Acadêmicos da Abolição 9. Unidos da Vila Santa Tereza 10. Imperial de Morro Agudo 11. Arrastão de São João 12. Mocidade de Vicente de Carvalho |

### Classificação
Renascer de Jacarepaguá foi a campeã, garantindo sua promoção inédita ao Grupo C. Boêmios de Inhaúma, Arrastão de São João e Unidos de Padre Miguel também foram promovidas à quarta divisão.
| Legenda: Promovidas ao Grupo C Rebaixadas para o Grupo E * Sem informação disponível |

| Col. | Escola                          | Enredo                                                            | Carnavalesco(a)                             | Pontos |
| ---- | ------------------------------- | ----------------------------------------------------------------- | ------------------------------------------- | ------ |
| 1    | Renascer de Jacarepaguá         | A Saudade Mata a Gente, Morena                                    | Sandro Gomes                                | 183    |
| 2    | Boêmios de Inhaúma              | Segura o Andor Boêmios que Vai Passar na Avenida Um Samba Popular | Luiz Carlos do Valle e Comissão de Carnaval | 172,5  |
| 3    | Arrastão de São João            | Gosto que Me Enrosco, Cem Anos de Heitor dos Prazeres             | Gino Fonseca                                | 169,5  |
| 4    | Unidos de Padre Miguel          | Paixão Carioca                                                    | Fernando Muniz                              | 168    |
| 5    | Unidos do Valéria               | Paraíso Verde É Um Sonho, a Realidade Depende de Nós              | Paulo Chaffin e Beto Reis                   | 166    |
| 6    | Unidos da Vila Santa Tereza     | Santa Tereza Voando nas Asas da Beija-Flor                        | Luiz Cavalcante                             | 164,5  |
| 7    | Imperial de Morro Agudo         | Abram Alas para a Paz                                             | Cosminho de Jesus                           | 162    |
| 8    | União de Guaratiba              | O Mundo Mágico das Cores                                          | Silvio Rudnet                               | 159    |
| 9    | Arame de Ricardo                | Danças das Três Raças                                             | Cesar Gomes e Comissão de Carnaval          | 152    |
| 10   | Acadêmicos da Abolição          | Ao Despertar do Relógio, que Sufoco... Vai Começar Tudo de Novo   | Sílvio César                                | 151,5  |
| 11   | União de Vaz Lobo               | Ontem, Hoje e Sempre - o Circo                                    | Cid Franco                                  | 146    |
| 12   | Mocidade de Vicente de Carvalho | Brincar de Ser Criança                                            | Eduardo Gonçalves                           | 127    |

## Grupo E
O desfile do Grupo E (sexta divisão) foi organizado pela AESCRJ e realizado a partir da noite da terça-feira, dia 16 de fevereiro de 1999, na Rua Cardoso de Morais.
| Ordem dos desfiles |
| 1. Infantes da Piedade 2. Império do Marangá 3. União do Parque Curicica 4. Unidos do Cabral 5. Sereno de Campo Grande 6. Unidos do Uraiti |

### Classificação
Em seu primeiro carnaval como escola de samba, a União do Parque Curicica foi campeã do Grupo E, garantindo sua promoção à quinta divisão. Sereno de Campo Grande, Unidos do Cabral e Infantes da Piedade também foram promovidas ao Grupo D.
| Legenda: Promovidas ao Grupo D * Sem informação disponível |

| Col. | Escola                   | Enredo                                                | Carnavalesco(a)        | Pontos |
| ---- | ------------------------ | ----------------------------------------------------- | ---------------------- | ------ |
| 1    | União do Parque Curicica | Brasil, quá quá quá no Ano 2000                       | José Marcos Bonsucesso | 185    |
| 2    | Sereno de Campo Grande   | Elza Soares, Nega Mil para o Ano 2000                 | Renato Carvalho        | 182,5  |
| 3    | Unidos do Cabral         | Diana, a Princesa que Encantou o Mundo                | Danielle Martins       | 164,5  |
| 4    | Infantes da Piedade      | Donana, Assombração na Ilha do Maranhão               | Renato Cabral          | 161,5  |
| 5    | Unidos do Uraiti         | Uraiti não Se Aquieta e Oferece Uma Feijoada Completa | Luiz Fernando Reis     | 125    |
| 6    | Império do Marangá       | Ceará, Terra do Sol                                   | *                      | 114    |

## Avaliação
O Desfile de Avaliação foi organizado pela AESCRJ e realizado após o desfile do Grupo E.
| Ordem dos desfiles                             |
| 1. Delírio da Zona Oeste 2. Gato de Bonsucesso |

Resultado
Delírio da Zona Oeste e Gato de Bonsucesso foram aprovadas para desfilar no Grupo E em 2000.
| Legenda: Promovidas ao Grupo E * Sem informação disponível |

| Resultado | Escola                | Enredo             | Carnavalesco(a)         |
| --------- | --------------------- | ------------------ | ----------------------- |
| Aprovada  | Delírio da Zona Oeste | A Tradição de Momo | Jorge Ricardo Veríssimo |
| Aprovada  | Gato de Bonsucesso    | *                  | *                       |

## Blocos de empolgação
O desfile foi organizado pela Federação dos Blocos Carnavalescos do Estado do Rio de Janeiro (FBCERJ).

### Grupo A-1
Grilo de Bangu foi o campeão.
| Col. | Bloco                 |
| ---- | --------------------- |
| 1    | Grilo de Bangu        |
| 2    | Caracol de Copacabana |

## Blocos de enredo
Os desfiles foram organizados pela FBCERJ.

### Grupo 1
Mocidade Unida da Mineira foi o campeão. Últimos colocados, Império da Leopoldina e Unidos do Alto da Boa Vista foram rebaixados para o segundo grupo.
| Legenda: Campeão Rebaixados para o Grupo 2 |

| Col. | Bloco                       |
| ---- | --------------------------- |
| 1    | Mocidade Unida da Mineira   |
| 2    | Mataram Meu Gato            |
| 3    | Império do Gramacho         |
| 4    | Bloco do Barriga            |
| 5    | Coroado de Jacarepaguá      |
| 6    | Azul e Branco               |
| 7    | Amizade da Água Branca      |
| 8    | Império da Leopoldina       |
| 9    | Unidos do Alto da Boa Vista |

### Grupo 2
O desfile foi realizado a partir das 20 horas do sábado, dia 13 de fevereiro de 1999, na Rua Cardoso de Moraes, em Bonsucesso. Cada bloco teve cinquenta minutos para se apresentar. Bloco do China foi o campeão, sendo promovido ao Grupo 1 junto com Unidos da Fronteira e Magnatas de Engenheiro Pedreira.
| Legenda: Promovidos ao Grupo 1 Rebaixados para o Grupo 3 |

| Col. | Bloco                           |
| ---- | ------------------------------- |
| 1    | Bloco do China                  |
| 2    | Unidos da Fronteira             |
| 3    | Magnatas de Engenheiro Pedreira |
| 4    | União da Ponte                  |
| 5    | Novo Horizonte                  |
| 6    | Corações Unidos do Amarelinho   |
| 7    | Balanço do Cocotá               |

### Grupo 3
Raízes da Tijuca foi o campeão, sendo promovido ao Grupo 2 junto com Rosa de Ouro e Tradição de Japeri.
| Legenda: Promovidos ao Grupo 2 Rebaixados para o Grupo 4 |

| Col. | Bloco                 |
| ---- | --------------------- |
| 1    | Raízes da Tijuca      |
| 2    | Rosa de Ouro          |
| 3    | Tradição de Japeri    |
| 4    | Luar de Prata         |
| 5    | Chora na Rampa        |
| 6    | Roda Quem Pode        |
| 7    | Bôemios da Senado     |
| 8    | Cometas do Bispo      |
| 9    | Unidos da São Nicolau |

### Grupo de Acesso
Independente da Praça da Bandeira foi o campeão, sendo promovido ao Grupo 2.
| Legenda: Promovido ao Grupo 2 Promovidos ao Grupo 3 |

| Col. | Bloco                             |
| ---- | --------------------------------- |
| 1    | Independente da Praça da Bandeira |
| 2    | Acadêmicos de Nova Campina        |
| 3    | Unidos de Parada Angélica         |
| 4    | Sacode de Irajá                   |
| 5    | Esperança de Nova Campina         |